# Tả Trấn

Vị trí tại Đài Nam

Tả Trấn (tiếng Trung: 左鎮區; bính âm Hán ngữ: Zuǒzhèn Qū; bính âm thông dụng: Zuǒjhèn Cyu) là một khu (quận) của thành phố Đài Nam, Trung Hoa Dân Quốc (Đài Loan). Đây là một quận miền núi, địa hình tuy không cao những khá nhấp nhô với các vách đá và thung lũng. Diện tích của quận là 74,9025 km², dân số vào tháng 8 năm 2011 là 5.393 người thuộc 1.974 hộ gia đình, mật độ cư trú là 72 người/km²